# Karate Kid II – Entscheidung in Okinawa
Karate Kid II – Entscheidung in Okinawa (Original: The Karate Kid, Part II) ist ein US-amerikanischer Spielfilm aus dem Jahr 1986 und ein Folgefilm des erfolgreichen Films Karate Kid. Die Hauptdarsteller sind dieselben wie die im ersten Film, Ralph Macchio als Daniel LaRusso und Pat Morita als Mr. Miyagi. Regie führte John G. Avildsen.
Die Arbeiten an der Eröffnungsszene wurden bereits zehn Tage nach dem Erscheinen von Karate Kid aufgenommen.
Obwohl die Handlung des Films überwiegend in Okinawa (Japan) spielt, befanden sich neben Los Angeles sämtliche Drehorte auf Oahu, einer der acht Hauptinseln Hawaiis.

## Handlung
In dem Film, der von der Handlung her unmittelbar an den Vorgängerfilm anschließt, reist Mr. Miyagi in Daniels Begleitung nach Okinawa in Japan, das als Mutterland des Karate gilt, um seinem im Sterben liegenden Vater die letzte Ehre zu erweisen. Der unerfüllbar scheinenden Liebe zu dem Mädchen Yukie wegen hatte Mr. Miyagi vor mehr als 40 Jahren seine Heimat verlassen, um einem Kampf auf Leben und Tod mit seinem besten Freund Sato aus dem Weg zu gehen. Sato, der ein sehr ausgeprägtes Ehrgefühl besitzt, hat aber die Verletzung seiner Ehre nicht vergessen und will noch immer kämpfen, um diese reinzuwaschen, denn Yukie hatte nach Miyagis Fortgang auch Sato nicht geheiratet, wie es ursprünglich vereinbart gewesen war. Miyagi weigert sich aber auch nach dem Tod seines Vaters konsequent, mit Sato zu kämpfen, bis dieser droht, das Land, auf dem Miyagis Heimatdorf liegt, zu enteignen. Kurz vor dem Zusammentreffen wird das Dorf durch einen Wirbelsturm verwüstet, in dessen Verlauf Miyagi Sato das Leben rettet und die ehemaligen Freunde wieder zueinander finden.
Daniel indes verliebt sich in Yukies Nichte Kumiko. Ihr Glück wird aber durch immer wiederkehrende unschöne Zwischenfälle mit Satos Neffen und Meisterschüler Chozen getrübt. Dieser ist ein exzellenter Karateka mit einem überzogenen Ehrgefühl, welches selbst jenes seines Onkels Sato übertrifft. Er entwickelt gegenüber Miyagi und Daniel ein großes Hassgefühl, und es kommt mit beiden zu körperlichen Auseinandersetzungen. Gegen Miyagi ist er chancenlos, aber gegen Daniel behält er meistens die Oberhand. Als Daniel Chozen mehrfach – teilweise gewollt, teilweise ungewollt – vor Dorfbewohnern blamiert, indem er ihn auf einem Tauschmarkt als Betrüger entlarvt, oder eine Wette mit hohem Geldeinsatz gegen ihn gewinnt, wächst dessen Wut und Abneigung gegenüber Daniel immer mehr.
Als der Wirbelsturm, bei dem Sato und Miyagi wieder zueinander finden, ein kleines Mädchen in Lebensgefahr bringt, und Daniel diesem zu Hilfe eilt, bittet Sato seinen Neffen Chozen, Daniel zu helfen. Dieser lehnt aber wegen seiner gekränkten Ehre ab. Durch diesen Vorfall verliert Chozen auch das Gesicht vor seinem Onkel, welcher ihm sagt, er sei für ihn gestorben. Chozen stürmt allein im strömenden Regen davon und schwört Daniel Rache, da er diesen für alles verantwortlich macht.
Beim Obon-Fest zu Ehren der Toten soll Kumiko einen Solotanz vorführen; Chozen bringt sie in seine Gewalt und zwingt Daniel zum Kampf auf Leben und Tod. Mithilfe einer neuen Lektion Mr. Miyagis – die sogenannte Trommeltechnik – und der Unterstützung aller Festbesucher, die Chozen aufgrund seines Verhaltens verlieren sehen wollen, gewinnt Daniel dieses Mal, tötet Chozen jedoch nicht, obwohl dieser ihn dazu auffordert.

## Synchronisation
Die deutschsprachige Synchronisation entstand bei Interopa Film GmbH in Berlin nach den Dialogbüchern und unter der Dialogregie von Ronald Nitschke.
| Rolle           | Schauspieler   | Synchronsprecher |
| --------------- | -------------- | ---------------- |
| Daniel LaRusso  | Ralph Macchio  | Marco Brunnert   |
| Kesuke Miyagi a | Pat Morita     | Joachim Nottke   |
| Kumiko          | Tamlyn Tomita  | Julia Biedermann |
| Chozen b        | Yuji Okumoto   | Benjamin Völz    |
| Sato            | Danny Kamekona | Helmut Krauss    |
| Yukie           | Nobu McCarthy  | Christel Merian  |
| John Kreese     | Martin Kove    | Manfred Lehmann  |
| Johnny Lawrence | William Zabka  | Andreas Fröhlich |

Fußnote

## Trivia
In der 3. Staffel der Sequel-Serie Cobra Kai treffen die Charaktere Daniel LaRusso, Chozen (der sich stark zum Guten gewandelt hat und inzwischen selbst Miyagi-Do-Karate lehrt), Kumiko und Yuki, das Mädchen, das von Daniel im Sturm gerettet wurde, erneut aufeinander. Ungewöhnlich ist hierbei, dass alle Darsteller, bis hin zur Nebenrolle Yukis, nach über 30 Jahren bereit waren, ihre Rollen wieder aufzunehmen und nicht umbesetzt werden mussten.

## Kritiken
Das Lexikon des internationalen Films schrieb, die Fortsetzung eines Erfolgsfilms sei „dramaturgisch simpel“ und steuere direkt „auf den Höhepunkt der Handlung“ zu, jedoch nur um „selten den Reiz des Vorgängers“ zu erreichen. Der Film biete zudem „wenig Substanz“, so dass „dessen Plädoyer für Gewaltfreiheit unglaubwürdig“ wirke.

„Dank des Location-Wechsel und der Verlagerung des Storyschwerpunkts auf die Fish-out-of-water-Story und Miyagis Familie kann auch dieser schwächere Nachzieher zu Karate Kid noch gut unterhalten, auch wenn der unvermeidliche Schlusskampf am Ende arg gezwungen wirkt. Die Chemie zwischen Morita und Macchio stimmt nach wie vor und sorgt zumindest für solide Feierabendunterhaltung mit einigen sehr schönen Landschaftsaufnahmen.“

## Auszeichnungen (Auswahl)
Der Titelsong des Films, Glory of Love von Peter Cetera, war im Jahr 1987 in der Kategorie Best Music, Original Song für den Oscar nominiert. Der Film wurde im selben Jahr mit dem Young Artist Award in der Kategorie Exceptional Feature Film – Family Entertainment – Drama ausgezeichnet.